# Tuoba littoralis
Tuoba littoralis is een duizendpotensoort uit de familie van de Geophilidae. De wetenschappelijke naam van de soort is voor het eerst geldig gepubliceerd in 1934 door Takakuwa.